# Asterix Britanniában
Az Asterix Britanniában (eredeti cím: Astérix chez les Bretons) 1986-ban bemutatott francia–dán rajzfilm, amely az Asterix-sorozat ötödik része. Pino Van Lamsweerde rendezte, producere Yannik Piel, a forgatókönyvet René Goscinny és Albert Uderzo képregénye alapján Pierre Tchernia írta, zenéjét Vladimir Cosma szerezte. A mozifilm a Dargaud Films gyártásában készült, a Gaumont forgalmazásában jelent meg.
Franciaországban 1986. december 3-án, Magyarországon 1988. július 14-én mutatták be a mozikban, új magyar szinkronnal 1997 januárjában adták ki VHS-en.

## Szereplők
| Szereplő      | Eredeti hang       | Magyar hang                             | Magyar hang                                   |
| Szereplő      | Eredeti hang       | 1. magyar szinkron (Helikon Film, 1988) | 2. magyar szinkron (Premier, 1996)            |
| ------------- | ------------------ | --------------------------------------- | --------------------------------------------- |
| Asterix       | Roger Carel        | Szombathy Gyula                         | Csuha Lajos                                   |
| Obelix        | Pierre Tornade     | Benkóczy Zoltán                         | Ujlaki Dénes                                  |
| Jolitorax     | Graham Bushnell    | ?                                       | Halmágyi Sándor                               |
| Panoramix     | Henri Labussiere   | Harkányi Endre                          | Dobránszky Zoltán                             |
| Abraracourcix | Jean-Pierre Darras | Vajda László                            | Szűcs Sándor                                  |
| Iulius Caesar | Serge Sauvion      | Gruber Hugó                             | Horányi László                                |
| Epidemais     | Albert Augier      | ?                                       | Kiss Gábor                                    |
| Gaulix        | Michel Elias       | ?                                       | Kiss Gábor                                    |
| Caius Motus   | Nicolas Silberg    | Hollósi Frigyes                         | Imre István                                   |
| Stratocumulus | Roger Lumont       | ?                                       | Kárpáti Levente                               |
| Cetotaumatix  | Michel Gatineau    | Perlaki István                          | Végh Ferenc                                   |
| Kalózkapitány | Michel Gatineau    | Ujlaki Dénes                            | Vizy György (1. hang) Katona Zoltán (2. hang) |
| Cetinlapsus   | Pierre Mondy       | ?                                       | Vizy György (1. hang) Végh Ferenc (2. hang)   |
| Chateaupetrus | Maurice Risch      | ?                                       | Katona Zoltán                                 |
| Ordralfabetix | Yves Barsacq       | Beregi Péter                            | Katona Zoltán                                 |
| Zebigbos      | N/A                | ?                                       | F. Nagy Zoltán                                |
| Mimi          | N/A                | Hacser Józsa                            | Erdélyi Mari                                  |
| Matula        | N/A                | ?                                       | Erdélyi Mari                                  |

További magyar hangok (2. magyar szinkronban): F. Nagy Zoltán, Katona Zoltán, Kiss Gábor, Végh Ferenc, Vizy György

## Televíziós megjelenések
Új magyar szinkronnal az alábbi televíziókban vetítették le:
- RTL Klub, Minimax
- M2